# Raml Souk
Raml Souk est une commune de la wilaya d'El Tarf en Algérie.
La ville se trouve sur l'ancien territoire de la grande confédération berbère des Kroumirs.